# Prueba nuclear de Corea del Norte de enero de 2016
La prueba nuclear de Corea del Norte de enero de 2016 hace referencia a la prueba nuclear subterránea realizada por el régimen norcoreano a las 10:00:01 (UTC+08:30) del 6 de enero de 2016, en su sitio de pruebas nucleares Punggye-ri, a unos 50 kilómetros al noroeste de la localidad de Kilju, en el condado homónimo.
El Servicio Geológico de los Estados Unidos informó de un terremoto de magnitud 5,1 en la ubicación de la explosión, mientras que el Centro de Redes Sismológicas de China informó una magnitud de 4,9.
Los medios de comunicación de Corea del Norte más tarde anunciaron que habían probado con éxito una bomba de hidrógeno, que se especula que fue terminada en el mes anterior que se llevó a cabo la prueba.
El Servicio de Inteligencia Nacional de Corea del Sur y expertos nucleares consideran que el gobierno norcoreano probó una bomba atómica y no una bomba H.

## Contexto
Corea del Norte (oficialmente la República Popular Democrática de Corea, o RPDC) había realizado anteriormente tres pruebas nucleares subterráneas en 2006, 2009 y 2013, provocando sanciones del Consejo de Seguridad de las Naciones Unidas.
En diciembre de 2015, el líder supremo de Corea del Norte Kim Jong-un dijo que el país tenía la capacidad de lanzar una bomba de hidrógeno, mediante un dispositivo de mucho más poder que las bombas atómicas convencionales utilizadas en las pruebas anteriores. El comentario fue recibido con escepticismo por parte de los funcionarios de la Casa Blanca y de Corea del Sur.
En un discurso el día de Año Nuevo de 2016, Kim Jong-un advirtió que la provocación de «intrusos invasores» se encontrará con una «guerra santa de la justicia».

## Prueba
Se informó que la prueba nuclear se produjo a las 10:00:01 (hora local) del 6 de enero de 2016 (01:30:01 UTC) en el Sitio de pruebas nucleares Punggye-ri, causando un terremoto de magnitud 4,9 o 5,1. Esto fue similar a la del terremoto de 5,1 grados de magnitud que acompañó a la prueba nuclear norcoreana de 2013.
El New York Times informó que Corea del Norte había descrito la prueba como un «éxito total». The Guardian agregó que el gobierno había descrito que es de defensa propia contra los Estados Unidos tener «numerosas y gigantescas armas nucleares». En una cita más completa de la Televisión Central de Corea (KCTV) (según lo informado por NK News): «Estados Unidos hace esfuerzos desesperados por impedir la construcción de un Estado próspero y la mejora de la vida del pueblo de la RPDC y lograr el derrumbamiento del régimen norcoreano instigando a las fuerzas hostiles a la sanción económica de diferente formas y la intrigante campaña de "DDHH" [Derechos Humanos] contra la RPDC. La posesión de la bomba de hidrógeno de la RPDC, que se enfrenta con Estados Unidos, [...] deviene el legítimo derecho a la autodefensa de un Estado soberano y una justa medida incensurable para nadie».
La agencia gubernamental norcoreana justificó la prueba nuclear, argumentando que «deviene la medida autodefensiva para defender estrictamente la soberanía del país y el derecho a la subsistencia de la nación» por las «fuerzas hostiles» encabezadas por Estados Unidos. El gobierno norcoreano también dijo que el propósito de la bomba es evitar lo que le ocurrió a Saddam Hussein en Irak y a Muamar el Gadafi en Libia por parte de Estados Unidos y Occidente. El comunicado decía que ambos regímenes «no pudieron escapar a la suerte de la destrucción después de haber sido privados de sus bases para el desarrollo nuclear y renunciar a los programas nucleares por su propia voluntad, cediendo a la presión de los Estados Unidos».
En Pyongyang se reportaron multitudes reunidas frente a una gran pantalla de video cerca de una estación de tren de la ciudad para festejar y fotografiar a la presentadora de televisión estatal, Ri Chun-hee, anunciando que el país había llevado a cabo una prueba nuclear.
El temblor se sintió en Yanji, Hunchun y Changbai en la provincia de Jilin en China. La Televisión Central de China publicó fotos de estudiantes siendo evacuados en la zona y declaró que una escuela secundaria local tenía grietas.
Varios países enviaron aviones para recoger la lluvia radiactiva. Los datos deberán permitir una evaluación más completa del arma que fue probada. Un avión espía estadounidense había partido desde la base aérea de Kadena en Okinawa, Japón, en dirección a la península coreana diez minutos antes de la prueba. Un avión de reconocimiento RC-135V/W Rivet Joint fue enviado por Estados Unidos para recoger muestras de aire poco tiempo después de las prueba para confirmar si los norcoreanos realizaron una prueba de la bomba de hidrógeno.

### Dudas sobre la prueba
Aunque Corea del Norte declaró que la prueba de 2016 fue una demostración «exitosa» de una bomba de hidrógeno, expertos y miembros internacionales del gobierno de Corea del Sur expresaron su escepticismo de que la detonación de hidrógeno se logró en realidad debido a las reducidas dimensiones de la explosión; más bien, en la prueba pudo haber estado implicado únicamente un arma de fisión intensificada. Lo mismo han expresado otros analistas. Analistas estadounidenses especularon con que se trató de hacer un dispositivo nuclear impulsado, que es una bomba atómica que tiene una pequeña cantidad de hidrógeno, y un isótopo llamado tritio.
La evidencia en contra de que se haya tratado de una bomba de hidrógeno se basa en que el sitio no era suficientemente adecuado para llevar a cabo dicha prueba, y que se desconoce si Corea del Norte tiene la infraestructura para producir combustible de deuteruro de litio.
Lee Cheol Woo, legislador surcoreano, declaró que la agencia de espionaje de su país le dijo en una conferencia privada que no se pudo haber llevado a cabo una prueba de una bomba de hidrógeno dado el tamaño relativamente pequeño de la onda sísmica reportada. Dicha agencia reportó una explosión de seis kilotones y un terremoto con una magnitud de 4,9, siendo menor que la prueba nuclear de 2013, y sólo una fracción de la potencia explosiva de una típica prueba exitosa de una bomba de hidrógeno de cientos de kilotones.

## Reacciones internacionales

### Estados
- Argentina: A través de una declaración del Ministerio de Relaciones Exteriores, la República Argentina condenó «firmemente el ensayo llevado a cabo por Corea del Norte» y pidió el cese de hostilidades y respetar el tratamiento internacional de la no proliferación.[35]
- Australia: La ministra australiana de Asuntos Exteriores, Julie Bishop emitió un comunicado condenando el «comportamiento provocativo y peligroso del régimen de Corea del Norte».[36]
- Bangladés: El Ministerio de Relaciones Exteriores expresó su preocupación y señaló la prueba estaba en contra de las Resoluciones 1718, 1874, 2087 y 2094 del Consejo de Seguridad de la ONU y pidió a Corea del Norte abstenerse de acciones que «potencialmente agraven la situación».[37][38]
- Brasil: El Ministerio de Relaciones Exteriores brasileño condenó «enérgicamente» la prueba nuclear mediante un comunicado.[39]
- Canadá: El ministro de exteriores canadiense Stéphane Dion emitió una declaración condenando la prueba, que describió como «conducta temeraria», calificando de «violación de los acuerdos internacionales».[40]
- China: La portavoz del Ministerio de Relaciones Exteriores de la República Popular China, Hua Chunying, dijo que China se opuso a la prueba nuclear y declaró que se instó «enérgicamente a la RPDC a permanecer comprometido con su compromiso de desnuclearización, y deje de tomar cualquier acción que hará peor la situación».[41][42] El gobierno chino también declaró que no tenía conocimiento previo de la bomba nuclear y que trabajará hacia la desnuclearización con la comunidad internacional.[43] También se anunció la convocación del embajador norcoreano en Beijing para expresarle su «protesta solemne» y la investigación de si se trató o no de una bomba de hidrógeno.[44]
- Colombia: El Gobierno de Colombia, a través del Ministerio de Relaciones Exteriores, emitió una declaración condenando la prueba nuclear y calificándola de «amenaza a la estabilidad, la paz y la seguridad regional, así como la mundial».[45]
- Corea del Sur: Corea del Sur dijo que se trató de un serio desafío a la paz mundial y una violación de las resoluciones del Consejo de Seguridad de Naciones Unidas.[46] La presidenta de Corea del Sur, Park Geun-hye convocó una reunión del consejo de seguridad nacional de emergencia y prometió una respuesta contundente y medidas decisivas. También ordenó reforzar la defensa militar en conjunto con los Estados Unidos. El Ministerio de Defensa de Corea del Sur dijo que se está reforzando la seguridad y la vigilancia sobre Corea del Norte,[16][47] y que el Ejército de Corea del Sur tiene dudas sobre si se trató de una bomba de hidrógeno.[44] El gobierno norcoreano con los Estados Unidos sobre la posibilidad de este último país de enviar armas estratégicas a la península coreana.[48]
- Estados Unidos: Los Estados Unidos declararon que responderán a las provocaciones y pidió a Corea del Norte a cumplir con sus compromisos y obligaciones internacionales.[46] Un comunicado de la Casa Blanca indicó que el país procedería de manera apropiada en respuesta a las provocaciones con el fin de defender a sus aliados.[47]
- Filipinas: El Departamento de Asuntos Exteriores de Filipinas señaló que dicho país condenó enérgicamente cualquier violación de las resoluciones del Consejo de Seguridad de la ONU que exigen a Corea del Norte no llevar a cabo más pruebas nucleares.[49]
- Francia: El presidente francés, François Hollande, dijo en un comunicado que su país condenó esta «violación inaceptable de las resoluciones del Consejo de Seguridad» y pidió «una fuerte reacción» de la comunidad internacional.[16]
- India: El portavoz del Ministerio de Relaciones Exteriores de la India, Vikas Swarup, mostró su «profunda preocupación» y le pidió a Corea del Norte que se abstenga «de este tipo de acciones que afectan negativamente a la paz y la estabilidad en la región».[50]
- Italia: El canciller italiano Paolo Gentiloni calificó la prueba nuclear de «provocación» y se comunicó con el gobierno japonés para discutir las reacciones de la comunidad internacional.[16]
- Japón: El primer ministro de Japón, Shinzō Abe, calificó la prueba como un «grave desafío a los esfuerzos internacionales hacia la no proliferación nuclear» y una amenaza para la seguridad de Japón, y declaró que la nación hará una «respuesta firme» a la prueba.[51][52] El canciller japonés Fumio Kishida anunció sanciones unilaterales contra Corea del Norte.[53]
- Nueva Zelanda: El gobierno neozelandés calificó la prueba nuclear de «altamente provocadora e irresponsable» y que Nueva Zelanda ayudaría al Consejo de Seguridad de Naciones Unidas «a asegurar que habrá una fuerte respuesta». También instó «enérgicamente a Corea del Norte a cesar su comportamiento provocador y comprometerse a no desarrollar, probar o poseer armas nucleares».[54][55][56]
- Pakistán: Un portavoz y científico Abdul Qadeer Khan Academia de Ciencias pakistaní, dijo que Pakistán está «encantado» de que las armas nucleares de proliferación de Corea del Norte se están probando.[57]
- Reino Unido: El secretario de Estado de Asuntos Exteriores del Reino Unido, Philip Hammond, quien se encontraba en una visita oficial en Beijing declaró que acordó con China trabajar con el Consejo de Seguridad de la ONU en una «respuesta internacional robusta». Además condenó la prueba nuclear diciendo que «se trata de una grave violación de las resoluciones del Consejo de Seguridad de la ONU y una provocación sin reservas».[43]
- Taiwán: El gobierno de Taiwán convocó una reunión de seguridad de nivel más alto para tomar medidas y solicitó seguir de cerca la situación a las unidades de seguridad nacional.[44] El gobierno también publicó un comunicado condenando enérgicamente la acción de Corea del Norte y expresando su seria preocupación al respecto.[58]
- Rusia: El Ministerio de Asuntos Exteriores de Rusia no confirmó por su parte la prueba nuclear y pidió preservar «la máxima moderación y no tomar acciones que puedan despertar el crecimiento descontrolado de las tensiones en el noreste de Asia».[16] El gobierno ruso calificó la prueba de la bomba de hidrógeno de «amenaza para la seguridad nacional» y «una clara violación del derecho internacional».[59] El presidente Vladímir Putin dio instrucciones para estudiar a fondo los datos de todas las estaciones de monitoreo, incluyendo movimientos sísmicos, y analizar la situación en caso de que se confirme la información sobre la prueba.[60]
- Singapur: Singapur está «gravemente preocupado» por el anuncio de Corea del Norte de la prueba de la bomba de hidrógeno. En una declaración del Ministerio de Relaciones Exteriores, calificó la prueba como un «acto peligroso y provocador con serias implicaciones en la paz y la estabilidad de la región y la República Popular Democrática de Corea (RPDC) en sí».[61]
- Vietnam: El portavoz del Ministerio de Relaciones Exteriores vietnamita Le Hai Binh reafirmó la posición consecuente de Vietnam de reclamar por una península coreana libre de armas nucleares, la prohibición completa de los ensayos nucleares, la no proliferación de las armas nucleares, y el trabajo hacia el desarme nuclear.[62]

### Organismos internacionales
- Organismo Internacional de Energía Atómica: El director general, Yukiya Amano, lamentó la prueba nuclear y emitió un comunicado donde instó a Corea del Norte a aplicar las resoluciones del Consejo de Seguridad de la ONU y de la OIEA. También dijo que la OIEA sigue dispuesta a contribuir en la resolución pacífica de la cuestión nuclear mediante la reanudación de sus actividades de verificación nuclear en Norcorea una vez que se alcance un acuerdo político entre los países interesados.[16]
- Organización de las Naciones Unidas: El Consejo de Seguridad de la ONU anunició la celebración de una reunión de emergencia el 6 de enero para discutir la legitimidad y las consecuencias de la prueba nuclear.[63] Dicha reunión fue solicitada por Japón y Estados Unidos.[53]El Secretario General de Naciones Unidas, Ban Ki-moon calificó la prueba nuclear de «profundamente desestabilizante para la seguridad regional».[25] También pidió a Norcorea cesar su programa nuclear.[64]Matthew Rycroft, representante británico ante la ONU, afirmó que dicho organismo considerará nuevas sanciones contra Corea del Norte, trabajando en conjunto con otros países.[64]

- Organización del Tratado del Atlántico Norte: El Secretario General de la OTAN, Jens Stoltenberg, dice que prueba nuclear se trató de una «clara violación» de las resoluciones del Consejo de Seguridad de la ONU y que «socava la seguridad regional e internacional». Condenó el desarrollo nuclear norcoreano, como así también los programas de misiles balísticos y «su retórica incendiaria y amenazadora».[16] El titular del organismo también dijo que Corea del Norte no debe tener armas nucleares.[42]
- Organización del Tratado de Prohibición Completa de los Ensayos Nucleares: El jefe del OTPCE, Lassina Zerbo, declaró que se trató de una violación del tratado y «una grave amenaza para la paz y la seguridad internacional». Instó a Corea del Norte que se abstenga de realizar nuevos ensayos nucleares y unirse a los 183 estados que han firmado el tratado. Dicha organización fue la primera en reportar la prueba nuclear tan solo 25 minutos después, al anunciar que su Sistema Internacional de Vigilancia detectó un evento sísmico inusual en la península de Corea con epicentro en el sitio de pruebas nucleares norcoreano.[16]El organismo también aprovechó para hacer un llamado de atención para los países que no han firmado el tratado (India y Pakistán) para hacerlo y para que otros miembros (Estados Unidos, Irán, Israel, Egipto y China) para que finalmente lo ratifiquen.[47]

- Unión Europea: Dicho organismo dijo que la prueba nuclear supone «una grave violación de las obligaciones internacionales de la RPDC no para producir o probar armas nucleares», mediante un comunicado de Federica Mogherini que además lo calificó de «amenaza para la paz y la seguridad de toda la región noreste de Asia». Mongherini confirmó una reunión con los cancilleres de Corea del Sur y Japón para tratar el asunto.[16]